# Paraspania brunneri

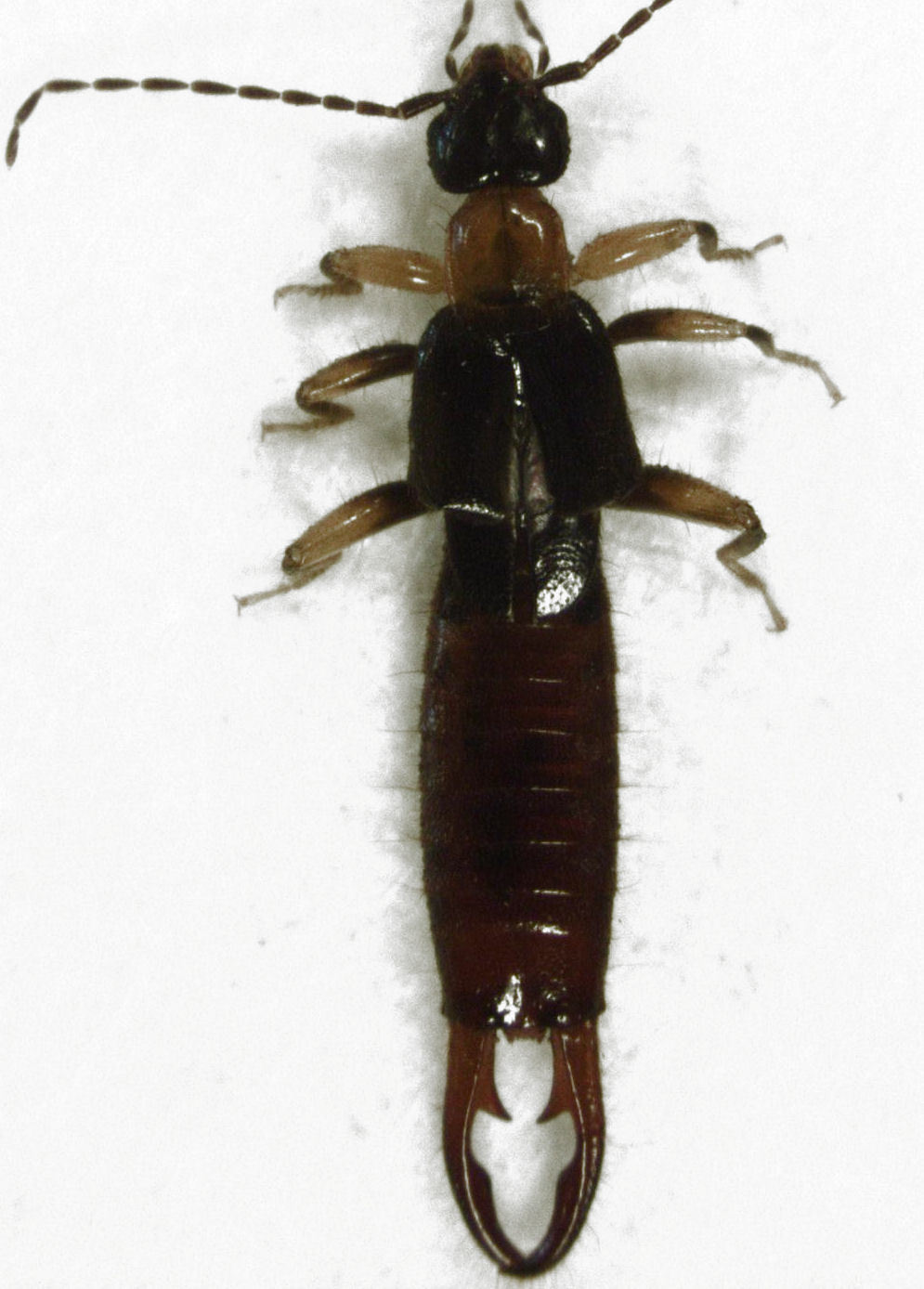
Paraspania brunneri (Bormans, 1883). Male

Paraspania brunneri är en tvestjärtart som först beskrevs av Bormans 1883.  Paraspania brunneri ingår i släktet Paraspania och familjen dvärgtvestjärtar. Inga underarter finns listade i Catalogue of Life.